# DTF
DTF — русскоязычный интернет-ресурс о компьютерных играх. До 2016 года был посвящён преимущественно разработке видеоигр. С 2016 года принадлежит издательскому дому «Комитет» и превратился в блог-платформу и интернет-издание об играх и других видах развлечений, где публикуются как редакционные, так и пользовательские записи.
По данным 2023 года, опубликованных самим ресурсом, посещаемость сайта составляет около 6 миллионов пользователей в месяц. Большая часть аудитории проживает в России, а средний возраст посетителей от 25 до 34 лет.

## История

### Создание
Интернет-ресурс dtf.ru был открыт 25 мая 1999 года Александром Фёдоровым (прозвище «GREEN») и Михаилом Фёдоровым (прозвище «ЗАВХОЗ», не родственники). Название расшифровывается как The Daily Telefrag: в нём обыгрывается известная газета The Daily Telegraph и геймерский термин «телефраг» — убийство с помощью телепорта, использующееся в играх жанра экшен.

### 2000-е годы: сайт о геймдеве
Долгое время DTF был одним из наиболее популярных игровых сайтов рунета, предоставлявших традиционный контентный набор: новости, превью, рецензии, интервью и так далее. С течением времени ресурс начинает смещать своё внимание с игр на игровую индустрию из-за конкуренции с AG.ru. Так, в сентябре 2001 года появляется подпроект dev.dtf.ru, целевой аудиторией которого являлись не конечные потребители, а производители компьютерных игр. Важнейшей частью dev.dtf стали форумы, где представители российского сообщества разработки компьютерных игр общались на профессиональные темы.
Одной из функций, выполняемых сайтом DTF, была консолидация разработчиков, издателей, дистрибьюторов и всех остальных представителей индустрии в рамках единого информационного поля. Велась лента новостей, позволявшая посетителям постоянно быть в курсе того, что происходит в игровой индустрии. Существовала база вакансий и резюме, а также база российских проектов. В 2006 году в дополнение к форумам были введены пользовательские блоги — раньше их аналог назывался на сайте .plan, но популярностью не пользовался. Но позже блоги представителей игровой индустрии стали одними из самых посещаемых разделов DTF.
С 2003 DTF организовал первую в России конференцию разработчиков игр (КРИ) и открыл собственное игростроительное подразделение, DTF Games (дебютный проект — военно-историческая стратегия «Сталинград»). В 2006 году компания провела в ВВЦ первую в России крупную выставку видеоигр «ИгроМир», которую посетило около 25 тысяч человек.
На КРИ-2007 портал DTF получил приз от индустрии. Он ежегодно вручается компании или отдельной персоне, заслужившей признание коллег за свои выдающиеся заслуги в профессиональной деятельности. В последний раз КРИ прошла в 2014 году.
К 2014 году посещаемость сайта значительно упала, он начал приносить убытки. 30 января 2015 года на сайте вышла последняя новость, после чего он был фактически заморожен.

### Перезапуск с 2016 года
В 2016 году домен выкупил Издательский дом «Комитет» (VC.ru, TJournal) — сооснователь «Комитета» Влад Цыплухин таким образом хотел превратить рубрику «Рынок игр» на vc.ru в отдельное издание. Новые владельцы перепрофилировали DTF, превратив его в информационно-новостное издание о компьютерных играх, в том числе об их разработке, а также о других видах развлечений. Главным редактором стал Вадим Елистратов, прежде работавший в TJournal. Основу редакции составили бывшие сотрудники журнала «Игромания» (в частности, экс-редактор сайта «Игромании» Олег Чимде стал заместителем главреда), а также сотрудники других изданий «Комитета». Старая версия сайта была сохранена по адресу dailytelefrag.ru.
Также в конце 2016 года «Комитет» приобрёл крупнейшую неофициальную группу пользователей Steam «ВКонтакте» и преобразовал её в группу DTF. Как рассказал Владислав Цыплухин, в то время работавший главой ИД «Комитет», это вызвало резко негативную реакцию подписчиков группы и массовую отписку, но значительная часть всё же осталась в группе. В декабре 2017 года посещаемость сайта превысила миллион человек.
Первоначально на сайте публиковались в первую очередь редакционные материалы, но c 2017 года была разрешена публикация пользовательских материалов, ведение блогов и их рейтинга. Это привело к увеличению количества публикаций, но также к большому количеству коротких публикаций, наподобие картинок и мемов.
В 2022 году во время кризиса DTF существенно сократил штат. Были уволены многие редакторы, включая замглавреда Олега Чимде, и постоянные авторы. В октябре издание покинул главный редактор Вадим Елистратов.
С конца 2022 года дизайн и структура сайта стали меняться, и некоторые нововведения вызвали критику пользователей. Так, с 14 декабря 2022 года количество оценок «не нравится» видно только автору новости, статьи или комментария. 29 ноября 2023 года произошёл массовый сбой при обновлении системы авторизации, из-за которого учётные записи оказались перепутаны; сбой был ликвидирован через полчаса. В 2024 году был удалён ряд тематических подсайтов; в ПК-версии сайта стали недоступны личные сообщения.